# Vojašnica Trdinov vrh
Vojašnica Trdinov vrh je vojaški objekt Slovenske vojske, ki stoji na vrhu Trdinovega vrha. Objekt je bil zgrajen v začetku 70. let dvajsetega stoletja za potrebe Jugoslovanske ljudske armade. Ta ga je uporabljala kor radijsko in radio-relejno točko za potrebe komuniciranja med poveljstvi in podrejenimi enotami. Med osamosvojitveno vojno leta 1991 je objekt zasedla Teritorialna obramba, Slovenska vojska pa ga je do konca 90. let uporabljala za prisluškovanje radijskemu prometu. Trenutno Slovenska vojska s posadko zagotavlja prisotnost na objektu.
Ker je vojaški objekt stal na spornem ozemlju, kjer meja ni bila natančno določena je med Slovenijo in Hrvaško dostikrat prihajalo do sporov, ki so bili politično motivirani. 29. junija 2017 je arbitražno sodišče odločilo, da ozemlje, na katerem stoji objekt, pripada Hrvaški.

## Zgodovina
Objekt vojašnice Trdinov vrh je bil zgrajen v začetku 70. let za potrebe Jugoslovanske ljudske armade. V njem je delovalo pomembno komunikacijsko vozlišče za potrebe komuniciranja med poveljstvi in podrejenimi enotami. Bil je eden izmed treh glavnih vojaških komunikacijskih vozlišč v Sloveniji, druga dva sta bila še na Krimu in Boču. Objekt je bil podrejen poveljstvu v Ljubljani, oskrboval pa se je iz Vojašnice Novo mesto. Zgradba je tipska, ob njej stoji antenski stolp, pod zgradbo pa je atomsko zaklonišče za namestitev radijskih in radio-relejnih sistemov, skladišče in bivalni prostori za posadko. Objekt je bil zasnovan tako, da je omogočal večdnevno samostojno delovanje.
Med osamosvojitveno vojno junija 1991 je bila v objektu nastanjena posadka treh podčastnikov in desetih vojakov, ki so stražili objekt in skrbeli za nemoteno delovanje radijske opreme. Po izbruhu sovražnosti je bila posadka bolj ali manj odrezana od ostalih enot JLA, pojavile so se tudi težave z oskrbo. 3. julija 1991 je v stik s posadko objekta stopila Teritorialna obramba, po kratkih pogovorih je bilo dogovorjeno, da bo posadka na skrivaj prestopila na slovensko stran, v zameno za obveščevalne podatke iz radijskih zvez pa jim bodo zagotovili nemoteno oskrbo. Tako je posadko, kateri je poveljeval slovenski podčastnik, ves čas trajanja vojne obveščala Teritorialno obrambo o pomembnih informacijah iz jugoslovanske strani. Da JLA ne bi opazila prevare, so podatke sporočali preko telefonske linije v RTV stolpu nedaleč od objekta. S tem so se po vsej verjetnosti izognili letalskemu napadu, podobnemu tistim na Krvavcu, Kumu in Nanosu, saj je JLA ves čas sovražnosti mislila, da je Trdinov vrh pod njenim nadzorom. Teritorialna obramba je objekt uradno zasedla 23. oktobra 1991 med umikom Jugoslovanske armade iz Slovenije.
Po osamosvojitveni vojni je objekt začela uporabljati Teritorialna obramba, kasneje pa njena naslednica Slovenska vojska. V njem je bila ves čas nameščena stalna posadka, ki se je menjavala na štirinajst dni. V začetku 90. let je Obveščevalno varnostna služba (OVS) na objekt namestila prisluškovalne naprave, s katerimi je prestrezala radijske komunikacije iz Hrvaške ter Bosne in Hercegovine in celo Srbije. Nekateri podatki so bil nato posredovani hrvaški strani kot pomoč med vojno na Hrvaškem. Obveščevalci so na objektu ostali vse do incidenta pri Zavrču januarja 1998, v katerem je hrvaška policija v bližini meje zaplenila vohunsko vozilo z vso opremo in podatki. Zaradi dogodka je OVS iz previdnosti odstranil prisluškovalne naprave in obveščevalce s Trdinovega vrha. Od takrat naprej objekt ni imel več nobene posebne funkcije, kljub temu pa Slovenska vojska zagotavlja prisotnost na objektu.
Zaradi prisotnosti vojske je bil objekt večkrat povezan z obmejnimi incidenti med Slovenijo in Hrvaško. V 90-ih so bili ti zaradi vojne na Hrvaškem ter dogovora o izogibanju incidentov redki. Na prelomu tisočletja pa so postajali vedno bolj pogosti. Večina incidentov je bila politično motiviranih. Leta 2003 je tako pred vojašnico na belem konju prijahal hrvaški predsedniški kandidat Slaven Letica, preoblečen v bana Jelačića in prosil, naj se Slovenska vojska umakne iz Sv. Gere oz. Trdinovega vrha. Zaradi prisotnosti vojske je Hrvaška večkrat trdila, da je Slovenija Trdinov vrh okupirala.

## Mejno vprašanje
Že takoj po prevzemu objekta od JLA leta 1991 je postalo jasno, da ta stoji na hrvaški strani novonastale meje med Slovenijo in Hrvaško. Ta naj bi vrh Gorjancev potekala po katastrskih mejah, kar pomeni, da vojašnica stoji nekaj deset metrov na hrvaški strani meje. Tekom 90. let dvajsetega stoletja zaradi vojn na Hrvaškem ter nerešenega mejnega vprašanja na celotni meji med Slovenijo in Hrvaško temu nihče ni posvečal večje pozornosti. Na prelomu tisočletja so se zaradi vedno večjega števila incidentov pojavile zahteve po dokončni rešitvi mejnega vprašanja na celotni meji med državama. Leta 2001 je bil sprejet Sporazum Drnovšek-Račan, po katerem naj bi meja na Gorjancih potekala po katastrskih mejah, s čimer naj bi vojašnica na Trdinovem vrhu pripadala hrvaški strani. Ker sporazum hrvaški parlament ni ratificiral, ni nikoli stopil v veljavo, stanje na terenu pa je ostalo nespremenjeno. Leta 2009, med vstopanjem Hrvaške v Evropsko unijo, je Slovenija pogojevala vstop Hrvaške v Unijo z rešitvijo mejnega vprašanja. Državi sta se dogovorili, da bo mejni spor reševalo mednarodno arbitražno sodišče v Haagu. Čeprav je kasneje Hrvaška odstopila od arbitraže je sodišče 29. junija 2017 odločilo, da meja na Trdinovem vrhu poteka po katastrskih mejah oz. po meji, ki jo je že opredeljeval Sporazum Drnovšek-Račan. Vojašnica na Trdinovem vrhu tako pripada Hrvaški, medtem ko v bližini stoječi RTV stolp pripada Sloveniji. Sodišče ni odločalo o tem, ali se mora Slovenska vojska umakniti iz objekta. Državi imata pol leta časa, da uredita zadeve v zvezi z novo določeno mejo.